# Avion III
Avion III (známý také jako Aquilon nebo Éole III) byl parním strojem poháněný letoun, zkonstruovaný Clémentem Aderem v letech 1892 až 1897. Projekt byl financován francouzským ministerstvem války.

## Vývoj
Letoun si zachoval stejnou netopýří konfiguraci křídel jako předešlé Aderovy letouny Éole a Avion II. Pohon tvořily dva motory, každý poháněl jednu vrtuli. Na rozdíl od předchozích konstrukcí, které neměly žádné směrové řízení, byl Avion III vybaven malým kormidlem.
Zkoušky začaly 12. října 1897 na vojenské základně v Satory poblíž Versailles, kdy letadlo pojíždělo po kruhové dráze. 14. října byl proveden pokus o vzlet a podle většiny zdrojů skončil téměř okamžitě havárií, aniž by letoun opustil povrch země.  Později Ader tvrdil, že letoun uletěl 100 metrů a že mu to mohou potvrdit dva svědkové. Ať už se stalo cokoliv, pokus na vojenskou komisi neudělal dobrý dojem a další finanční podpora Aderovi byla zastavena.  
Letoun je uchován v Musée des arts et métiers v Paříži. V 80. letech prošel rozsáhlou obnovou.

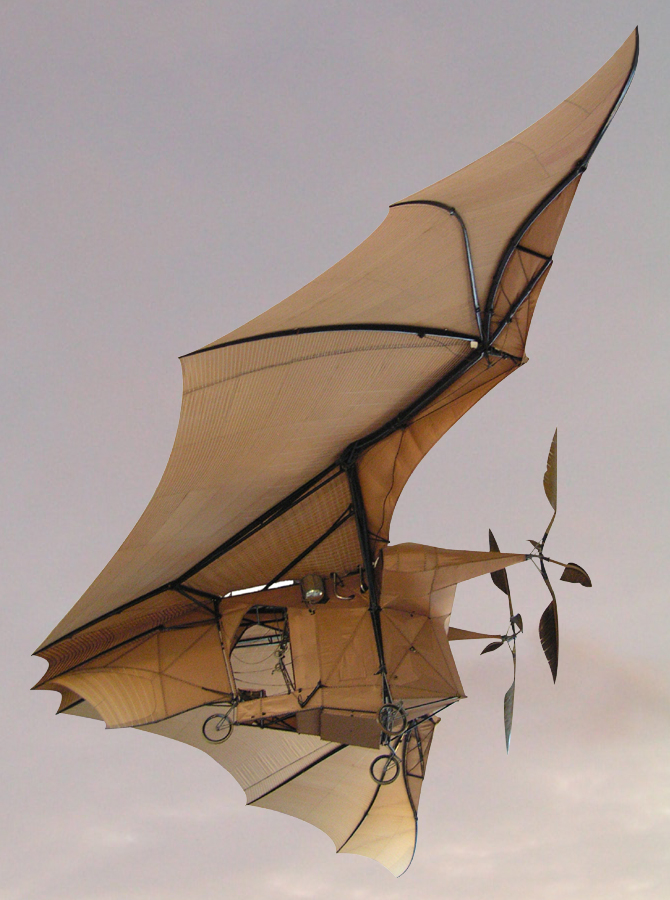
Avion III (fotomontáž)

### Hlavní technické údaje
- Osádka: 1 pilot
- Rozpětí: 16 m
- Nosná plocha: 56 m²
- Hmotnost prázdného letounu:258 kg
- Vzletová hmotnost: 400 kg
- Pohonná jednotka: 2x parní stroj Ader spalující alkohol, o výkonu 15 kW (20 k)

## Galerie

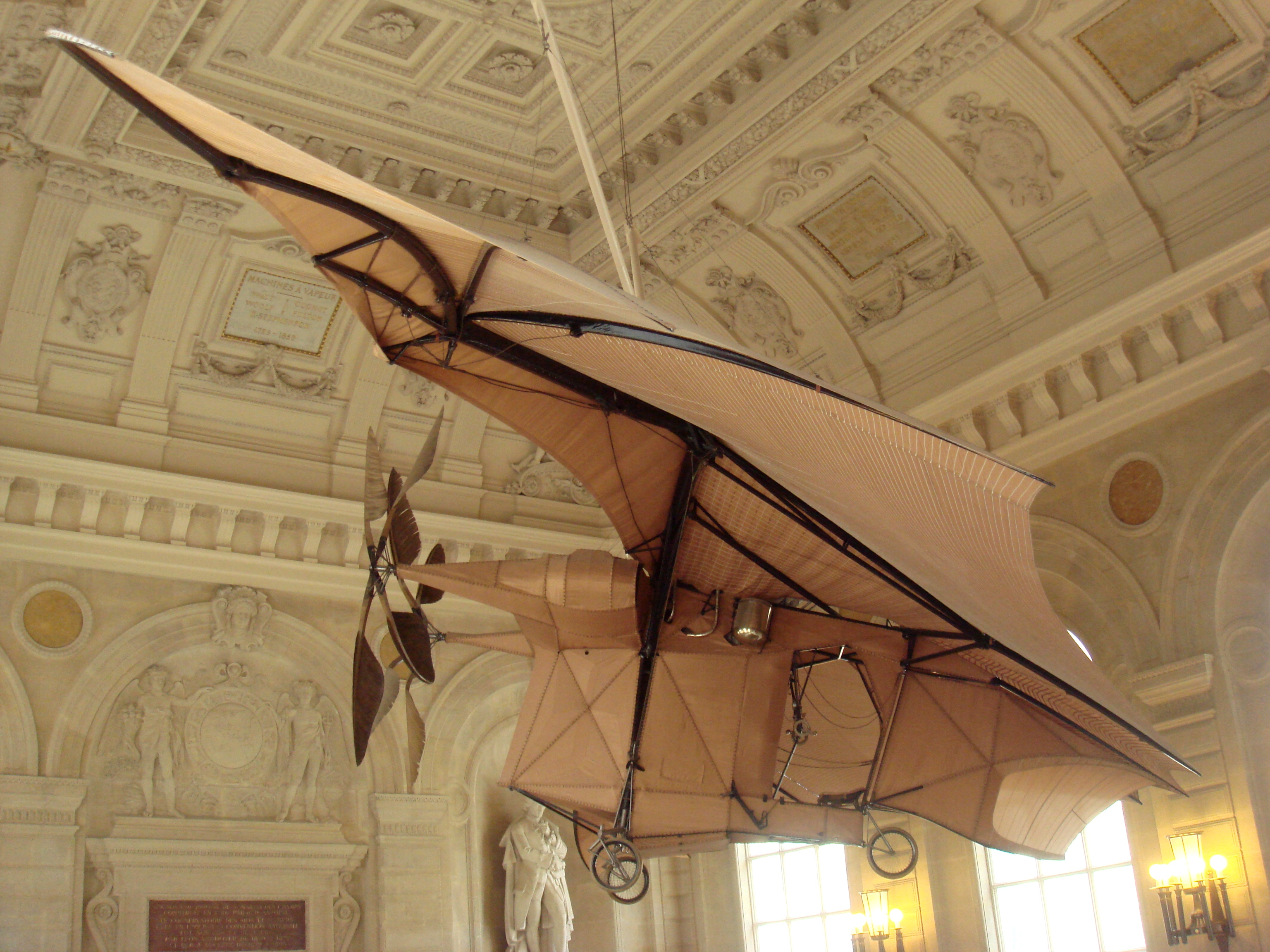
Avion III v Musée des arts et métiers
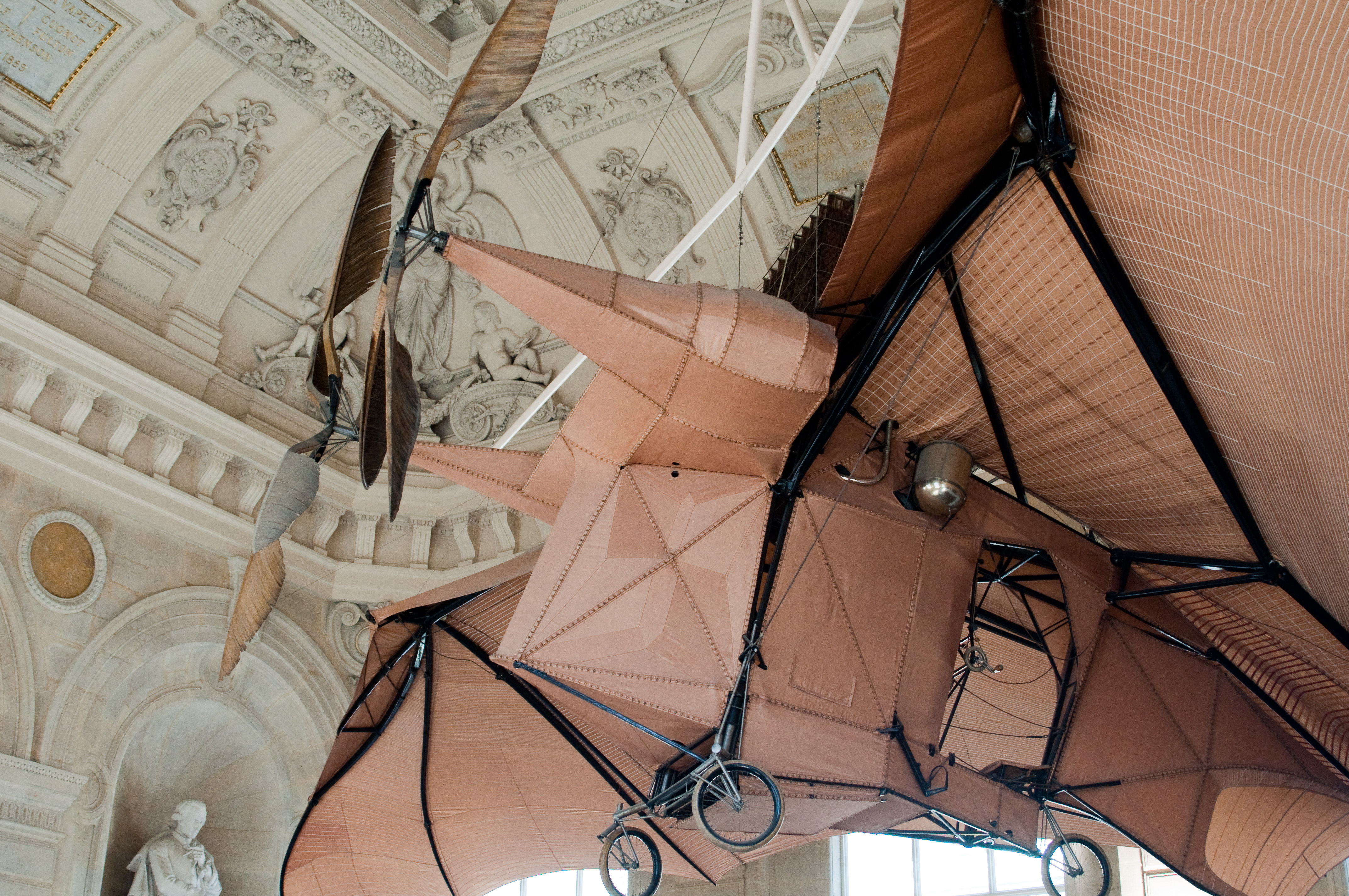
Pohled z boku
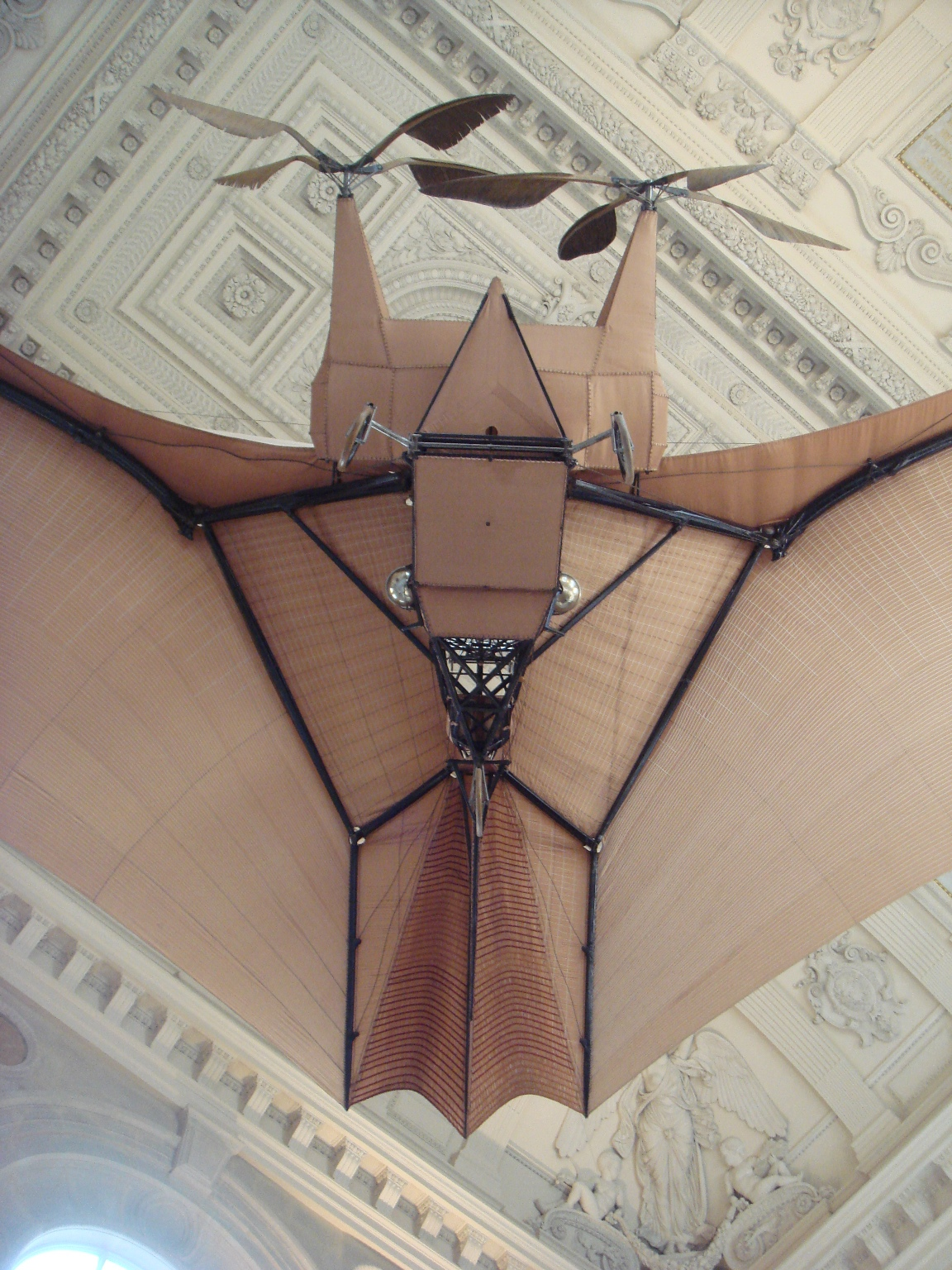
Pohled zespodu
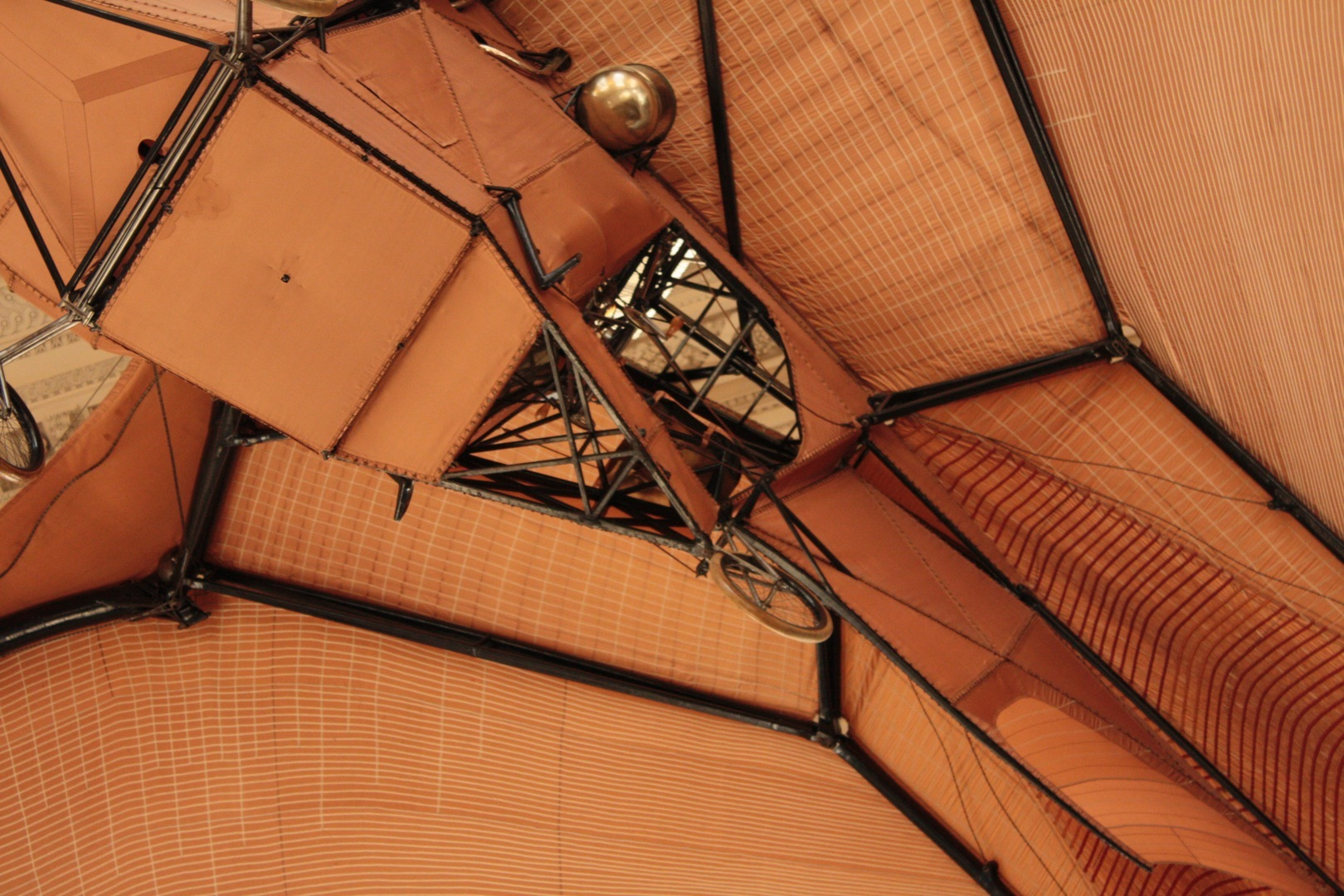
Detail zespodu
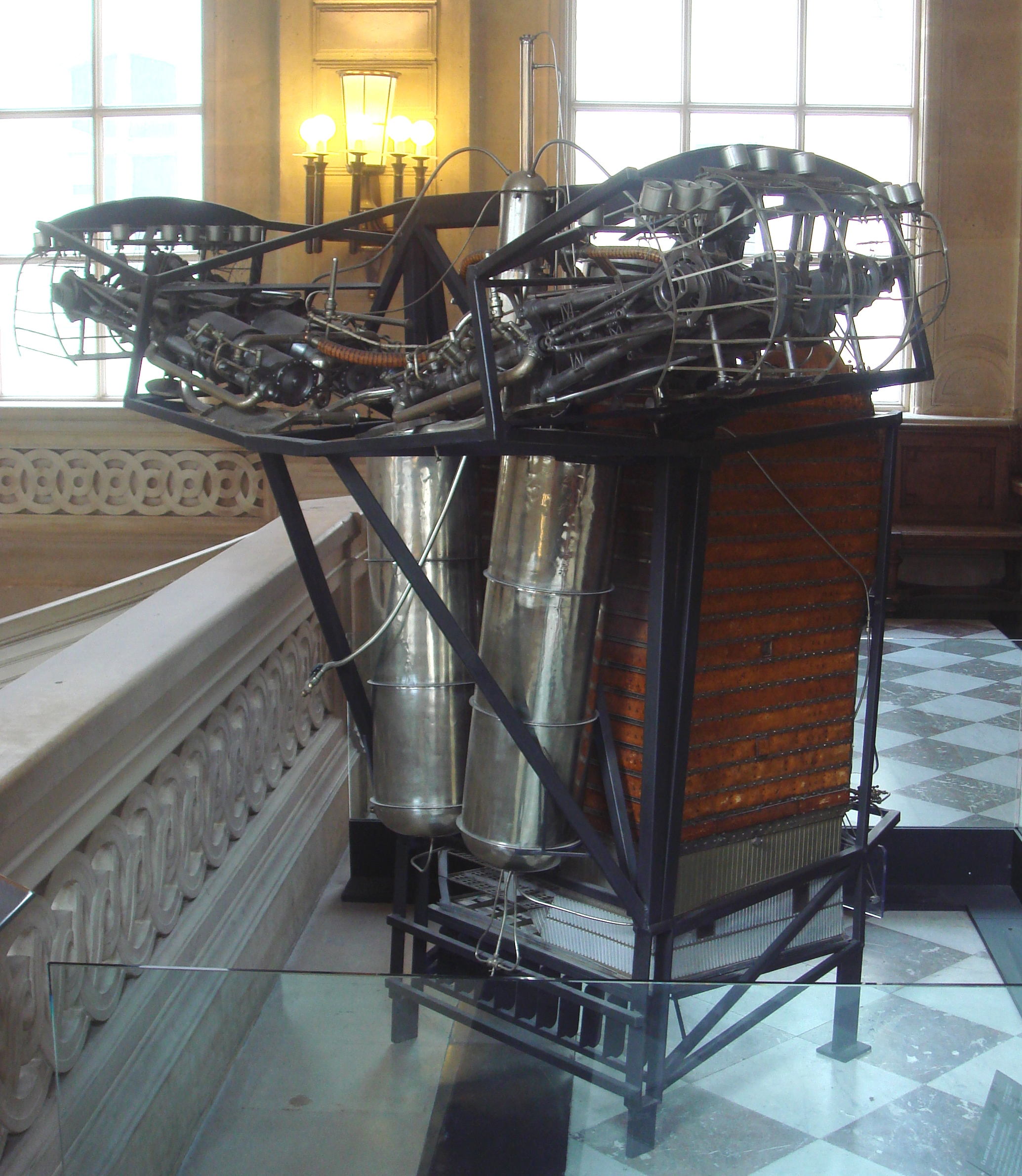
Parní stroj (zepředu)
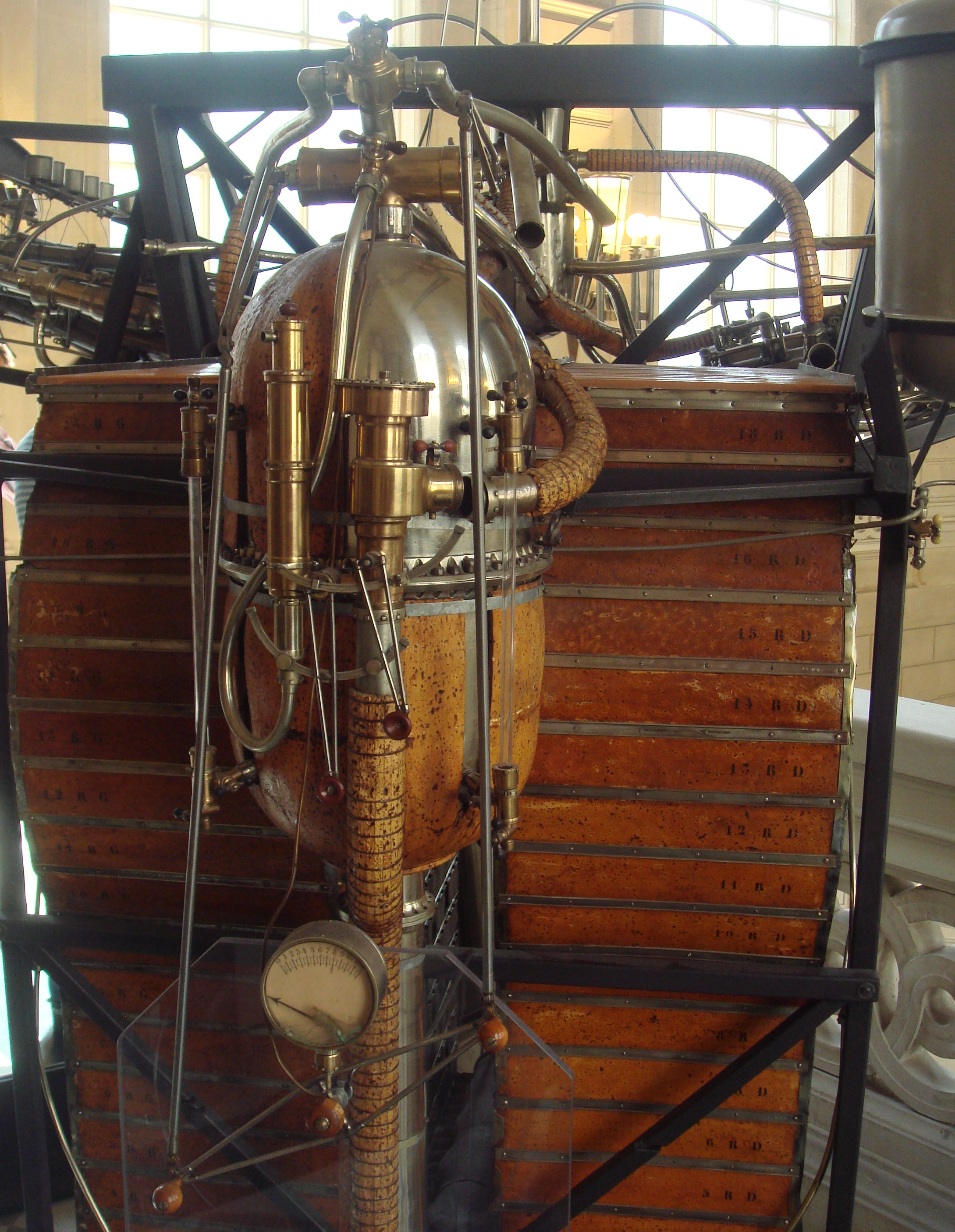
Parní stroj (zezadu)